# Индийские институты менеджмента

Индийские институты менеджмента (Индийские институты управления; англ. Indian Institutes of Management; IIM) — группа из 13 учебных заведений бизнес-образования в Индии. Создание Индийских институтов менеджмента было инициировано Джавахарлалом Неру, первым премьер-министром Индии, на основе рекомендации Комиссии по планированию.

## Институты
| Название                                       | Фото | Краткое название | Основан | Расположение                 | Сайт              |
| ---------------------------------------------- | ---- | ---------------- | ------- | ---------------------------- | ----------------- |
| Indian Institute of Management Calcutta        |      | IIM-C            | 1961    | Калькутта, Западная Бенгалия | iimcal.ac.in      |
| Indian Institute of Management Ahmedabad       |      | IIM-A            | 1961    | Ахмадабад, Гуджарат          | iimahd.ernet.in   |
| Indian Institute of Management Bangalore       |      | IIMB             | 1973    | Бангалор, Карнатака          | iimb.ernet.in     |
| Indian Institute of Management Lucknow         |      | IIM-L            | 1984    | Лакхнау, Уттар-Прадеш        | iiml.ac.in        |
| Indian Institute of Management Kozhikode       |      | IIM-K            | 1996    | Кожикоде, Керала             | iimk.ac.in        |
| Indian Institute of Management Indore          |      | IIM-I            | 1996    | Индаур, Мадхья-Прадеш        | iimidr.ac.in      |
| Indian Institute of Management Shillong        |      | IIM-S            | 2007    | Шиллонг, Мегхалая            | iimshillong.in    |
| Indian Institute of Management Rohtak          |      | IIM-Rohtak       | 2010    | Рохтак, Харьяна              | iimrohtak.ac.in   |
| Indian Institute of Management Ranchi          |      | IIM-R            | 2010    | Ранчи, Джаркханд             | iimranchi.ac.in   |
| Indian Institute of Management Raipur          |      | IIM-Raipur       | 2010    | Райпур, Чхаттисгарх          | iimraipur.ac.in   |
| Indian Institute of Management Tiruchirappalli |      | IIM-T            | 2011    | Тируччираппалли, Тамилнад    | iimtrichy.ac.in   |
| Indian Institute of Management Udaipur         |      | IIM-U            | 2011    | Удайпур, Раджастхан          | iimu.ac.in        |
| Indian Institute of Management Kashipur        |      | IIM-Kashipur     | 2011    | Кашипур, Уттаракханд         | iimkashipur.ac.in |